# Anne Dudek

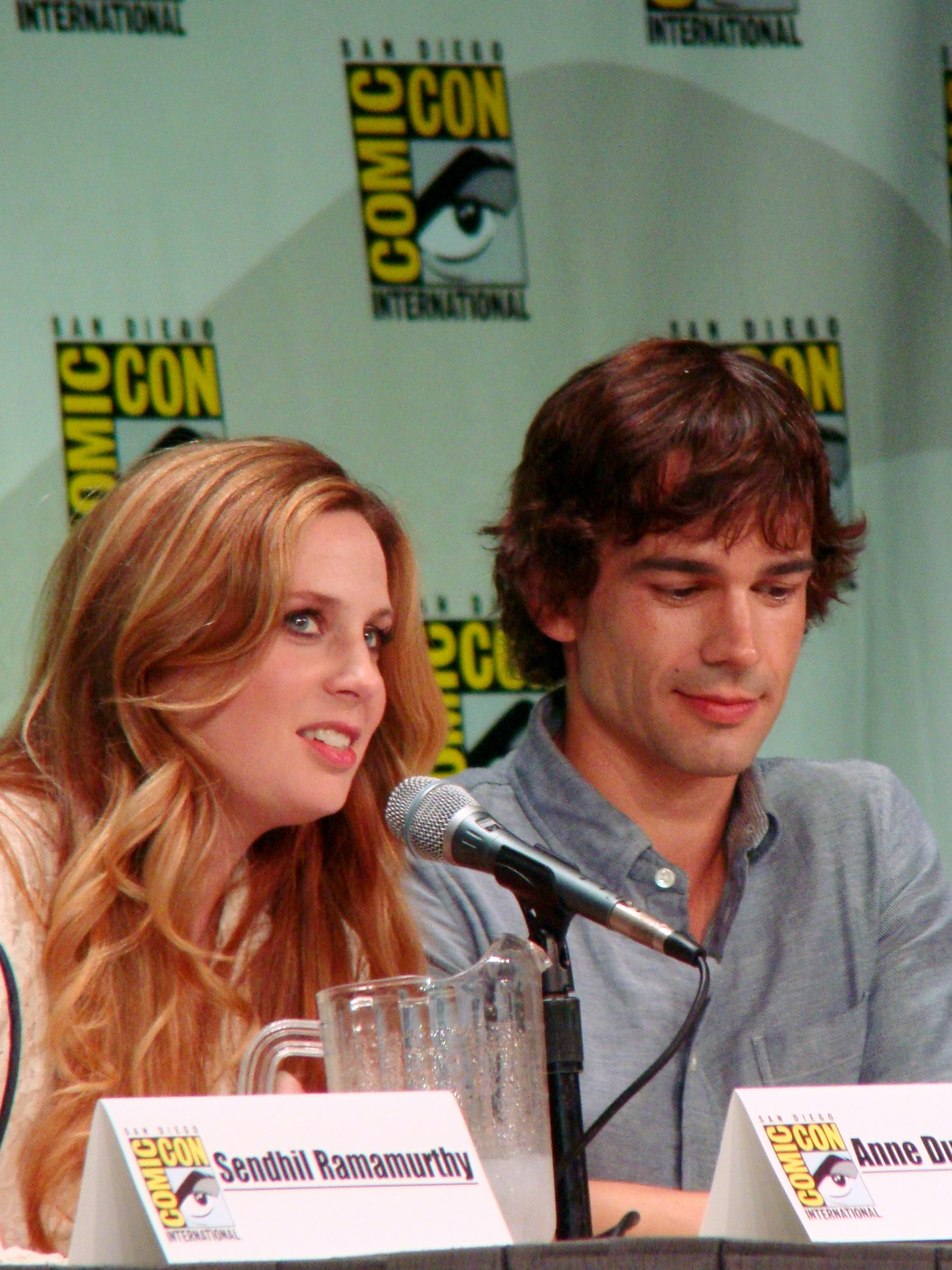
Dudek mit Christopher Gorham bei einer Pressekonferenz 2011

Anne Louise Dudek (* 22. März 1975 in Boston, Massachusetts) ist eine US-amerikanische Schauspielerin.

## Leben
Anne Dudek ist polnischer Abstammung und wuchs in Newton, Massachusetts (in der Nähe von Boston) auf. Sie studierte an der Northwestern University Theaterschauspiel. Bereits in dieser Zeit erhielt sie ihre erste professionelle Theaterrolle. Später arbeitete sie am Chicagoer The Court Theatre, mit dem sie ebenfalls in New York City auftrat. Für ihre Darstellungen erhielt sie den Joseph E. Calloway Award und den Connecticut Critics Circle Award.
Im Filmdrama Der menschliche Makel (2003) trat Dudek an der Seite von Anthony Hopkins und Nicole Kidman auf. In der Komödie White Chicks (2004) spielte sie die Rolle von Tiffany Wilson, einer der von Entführung bedrohten Schwestern, die von den FBI-Agenten Kevin Copeland (Shawn Wayans) und Marcus Copeland (Marlon Wayans) beschützt werden. Im Kurzfilm The Naughty Lady (2004) spielte sie eine der Hauptrollen, in der Komödie Park (2006) war sie an der Seite von William Baldwin in einer der größeren Rollen zu sehen. In Folge 7x11 der Serie Charmed spielte sie die Rolle der Denise.
Unter anderem war sie in der vierten Staffel der US-Serie Dr. House zu sehen. Sie verkörperte Amber „eiskaltes Biest“ (Cutthroat Bitch) Volakis. Am Ende der vierten Staffel stirbt sie den Serientod, tritt allerdings in der fünften und achten Staffel als Halluzination von Dr. House auf.
Anne Dudek ist mit dem Künstler Matthew Heller verheiratet. Am 14. Dezember 2008 wurde sie Mutter eines Jungen. Ihr zweites Kind, eine Tochter, wurde im Februar 2012 geboren.

## Filmografie (Auswahl)

### Serien
- 2001: Emergency Room – Die Notaufnahme (ER, Folge 8x10 Entscheidung zu Weihnachten)
- 2002–2003: The Book Group (12 Folgen)
- 2003: Six Feet Under – Gestorben wird immer (Six Feet Under, Folge 3x12 Dämmerung)
- 2004: Charmed – Zauberhafte Hexen (Charmed, Folge 7x11 Die Hexen von nebenan)
- 2004: Friends (Folge 10x01 Reden ist Silber)
- 2004: Desperate Housewives (Folge 1x03 Die nackte Wahrheit)
- 2005–2010: How I Met Your Mother (Folgen 1x04 Gutes altes Hemd und 5x18 Bitte lächeln!)
- 2005: Bones – Die Knochenjägerin (Bones, Folgen 1x02 Der Mann im Jeep und 1x06 Der Mann in der Wand)
- 2006: Criminal Intent – Verbrechen im Visier (Law and Order: Criminal Intent, Folge 6x02 Tod auf dem Asphalt)
- 2007–2012: Dr. House (House, 19 Folgen)
- 2007: Psych (Folge 1x01 Mit einer Ausrede fängt es an)
- 2007: Numbers – Die Logik des Verbrechens (NUMB3RS, Folge 3x12 Neun Frauen)
- 2007–2011: Big Love (18 Folgen)
- 2007–2010, 2014: Mad Men (16 Folgen)
- 2009: Castle (Folge 2x11 Die fünfte Kugel)
- 2010–2012: Covert Affairs (26 Folgen)
- 2012: Private Practice (Folge 5x21 Treibgut)
- 2012: The Mentalist (Folge 5x06 Cherry Picked)
- 2012: Criminal Minds (Folge 8x05 The Good Earth)
- 2012: Touch (Folge 1x08 Hindernisse)
- 2014: Navy CIS: New Orleans (Folge 1x13 14 letzte Tage)
- 2014: Grimm (Folge 3x15 Once We Were Gods)
- 2014: Those Who Kill (9 Folgen)
- 2014: Grey’s Anatomy (Folge 10x17 Weißt du, wer du bist?)
- 2016–2017: The Magicians (5 Folgen)
- 2016: The Mindy Project (Folge 4x20 The Greatest Date in the World)
- 2016: Longmire (Folge 5x03 Chrysalis)
- 2017: The Flash (4 Folgen)
- 2017: You’re the Worst (3 Folgen)
- 2018–2020: Corporate (24 Folgen)
- 2018: Bosch (4 Folgen)
- 2019: The InBetween (2 Folgen)
- 2022: Gaslit
- 2023: The Good Doctor (Folge 6x10 Quiet and Loud)
- 2024: Nach dem Attentat (Manhunt, 2 Folgen)

### Filme
- 2003: Der menschliche Makel (The Human Stain)
- 2004: White Chicks
- 2004: The Naughty Lady
- 2006: 10 Items or Less – Du bist wen du triffst (10 Items or Less)
- 2006: Park
- 2006: A Coat of Snow
- 2013: Santa Switch
- 2013: Shadow People (The Door)
- 2016: The Good Neighbor
- 2016: Middle Man (MiddleMan)
- 2016: Her Last Will
- 2017: House by the Lake
- 2018: Mira
- 2019: Deadly Influencer (Fernsehfilm)